# Ян V Рациборжский
Ян V Ратиборский (чеш. Jan V Ratibořský, ок.1446 — 14 апреля 1493), также известный как Ян Младший — князь Ратиборский (1456—1493).

## Биография
Ян был единственным сыном князя ратиборского Вацлава II и Малгожаты Шамотульской. Принадлежал к побочной линии чешской королевской династии Пржемысловичей.
Как и двоюродные братья из крновской линии Пржемысловичей, Ян V в 1469 году поддержал чешского короля Йиржи из Подебрада в его войне за чешский трон с королем Венгрии Матьяшем Хуньяди. Два года спустя он сопровождал короля Владислава II во время переезда того из Кракова в Прагу. Однако когда в 1474 году в Силезию вступили венгерские войска, Ян быстро переметнулся на другую сторону и принёс присягу Матьяшу Хуньяди. Это позволило ему не только сохранить свои владения, но и получить в 1483 году Водзислав после смерти двоюродного брата Яна IV Старшего.
Ян V Ратиборский умер 14 апреля 1493 году и похоронен вместе со своей женой в доминиканском монастыре в Рацибуже.

## Семья и дети
Князь Ян V Ратиборский в 1478 году женился на Магдалене Опольской (ок.1463 – 1501), дочери князя Николая I Опольского. У них было четверо детей:
- Микулаш VI Ратиборский (ок.1483 – 1506), князь ратиборский
- Ян VI Ратиборский (ок.1484 – 1506), князь ратиборский
- Валентин Горбатый (ок.1485 – 1521), князь ратиборский
- Магдалена (умерла в детстве)